# La Torre del Valle
La Torre del Valle ist ein nordwestspanischer Ort und eine Gemeinde (municipio) mit nur noch 125 Einwohnern (Stand: 2024) im Süden der Provinz Zamora in der Autonomen Gemeinschaft Kastilien-León. 

## Lage und Klima
La Torre del Valle liegt am westlichen Rand der Kastilischen Hochebene (Meseta Iberica) in einer Höhe von ca. 725 m. Der Río Órbigo begrenzt die Gemeinde im Südwesten. Durch die Gemeinde führt die Autovía A-6. Die Provinzhauptstadt Zamora ist gut 70 Kilometer (Fahrtstrecke) in südlicher Richtung entfernt. 
Das gemäßigte Kontinentalklima wird nur selten vom Atlantik beeinflusst.

## Bevölkerungsentwicklung
| Jahr      | 1970 | 1981 | 1991 | 2001 | 2011 | 2021 |
| Einwohner | 360  | 268  | 224  | 185  | 168  | 138  |

## Sehenswürdigkeiten
- Kirche Mariä Himmelfahrt